# 落合務
落合 務（1947年10月30日—），日本廚師，神奈川縣鎌倉市出身，東京銀座的義大利料理店ラ・ベットラ・ダ・オチアイ的主廚。現為日本義大利料理協會會長。

## 外部連結
- ラ・ベットラの公式ホームページ （页面存档备份，存于）
- .   [2016-09-26]. （原始内容存档于2004-04-06）.
- 【料理サプリ】落合務シェフのレシピ （页面存档备份，存于）